# SEAT Exeo
De SEAT Exeo is een middenklasse auto van de Spaanse automobielconstructeur SEAT. De auto werd op de Mondial de l'Automobile in 2008 gepresenteerd. De Exeo volgt de SEAT Toledo sedan op en is gebaseerd op het vorige model Audi A4. Vanaf 2009 werd de auto in Martorell (in Spanje, nabij Barcelona) geproduceerd. De Exeo was verkrijgbaar in sedan en station. Het model werd leverbaar in drie uitvoeringen: Reference, Stylance en Sport.

De Exeo stond op het Volkswagen B-platform van de Audi A4 B7 waarvan de sedan eind 2007 uit productie ging. SEAT wijzigde de auto op ongeveer vijfhonderd punten. De auto kreeg een nieuwe voor- en achterkant zodat deze paste binnen de SEAT-familie ontworpen door designer Luc Donckerwolke. Ook technisch was de auto verder doorontwikkeld en waren er nieuwe motoren verkrijgbaar. Het interieur was afkomstig uit de Audi A4 Cabriolet die eind 2008 uit productie ging. Om de nieuwe Exeo te kunnen produceren hebben er gedurende acht weken zo'n 1200 vrachtwagens 24 uur per dag tussen Ingolstadt en Barcelona gereden om de gehele productielijn te verhuizen naar de SEAT fabriek in Spanje.
In februari werd de SEAT Exeo ST onthuld. Deze stationwagen versie was op basis van de Audi A4 Avant en had dezelfde veranderingen ondergaan als de sedan. De Exeo ST beschikte over dezelfde motoren en uitrustingniveaus als de gewone Exeo.
De productie van de SEAT Exeo werd gestopt in april 2013.

## Motoren
Er waren vier benzinemotoren en drie dieselmotoren leverbaar, alleen viercilindermotoren.
De basisversie was een 1,8-liter turbomotor viercilinder van 120 pk. Tevens was er een 1,8-liter turbomotor van 150 pk. De topmotor, een 2,0-liter TSI met directe benzine-inspuiting en turbo leverde 210 pk en 320 Nm bij 1.500 tpm. Gemiddeld zou deze 6,9 liter/100 km verbruiken bij een CO2-uitstoot van 159 g/km.
De dieselmotoren bestaan uit drie varianten van de 2,0-liter TDI met common-rail inspuiting in de vermogens 120, 143 en 170 pk.

Benzine
| Type    | Motor     | Motor     | Motor   | Vermogen | Koppel | Jaartal     |
| Type    | Inhoud    | Cilinders | Kleppen | Vermogen | Koppel | Jaartal     |
| ------- | --------- | --------- | ------- | -------- | ------ | ----------- |
| 1.6     | 1.595 cm³ | 4-in-lijn | 8V      | 102 pk   | 148 Nm | 2009 - 2010 |
| 1.8 T   | 1.781 cm³ | 4-in-lijn | 20V     | 150 pk   | 229 Nm | 2009 - 2010 |
| 1.8 TSI | 1.798 cm³ | 4-in-lijn | 16V     | 120 pk   | 230 Nm | 2010 - 2013 |
| 1.8 TSI | 1.798 cm³ | 4-in-lijn | 16V     | 160 pk   | 220 Nm | 2010 - 2013 |
| 2.0 TSI | 1.984 cm³ | 4-in-lijn | 16V     | 200 pk   | 280 Nm | 2009 - 2013 |
| 2.0 TSI | 1.984 cm³ | 4-in-lijn | 16V     | 210 pk   | 320 Nm | 2010 - 2013 |

Diesel
| Type    | Motor     | Motor     | Motor   | Vermogen | Koppel | Jaartal     |
| Type    | Inhoud    | Cilinders | Kleppen | Vermogen | Koppel | Jaartal     |
| ------- | --------- | --------- | ------- | -------- | ------ | ----------- |
| 2.0 TDI | 1.968 cm³ | 4-in-lijn | 16V     | 120 pk   | 290 Nm | 2009 - 2013 |
| 2.0 TDI | 1.968 cm³ | 4-in-lijn | 16V     | 143 pk   | 320 Nm | 2009 - 2013 |
| 2.0 TDI | 1.968 cm³ | 4-in-lijn | 16V     | 170 pk   | 350 Nm | 2009 - 2013 |

Huidige modellen:
Ibiza · 
Arona ·
Leon ·  
Ateca ·
Tarraco
Oudere modellen:
600 · 
850 · 
1200 · 
1400 · 
1430 · 
1500 · 
124 · 
127 · 
128 · 
131 · 
132 · 
133 · 
Ritmo · 
Ronda · 
Fura · 
Málaga · 
Panda · 
Marbella · 
Terra · 
Inca · 
Arosa · 
Córdoba · 
Toledo · 
Altea (XL) · 
Exeo · 
Alhambra ·
Mii